# Andrea Vanni
Andrea Vanni (1332 - 1414) foi um pintor e diplomata (gonfaloneiro) italiano do começo do Renascimento, pertencente à Escola de Siena. 
Vanni nasceu aproximadamente em 1332 em Siena. Seu nome tornou-se conhecido pela primeira vez em 1353 quando trabalhou com Bartolo di Fredi. Trabalhou também com seu irmão, Lippo Vanni. Foi influenciado por outros pintores de Siena, tais como Simone Martini e Pietro Lorenzetti. Da mesma forma que Martino di Bartolomeo e Gregorio di Cecco, seguiu na renovação da tradição da pintura bizantina. Seu trabalho mais conhecido é um políptico na Igreja de Santo Stefano alla Lizza, em Siena. 